# Роберт Вокер
Роберт Хадсон Вокер (енгл. Robert Hudson Walker, 13. октобар 1918 — 28. август 1951) био је амерички глумац који је глумио негативца у трилеру Алфреда Хичкока Непознати из Норд-експреса, који је објављен непосредно пре његове ране смрти.